# Liste von Spielepreisen
Ein Spielepreis ist eine meist jährlich verliehene Auszeichnung für herausragende Spiele eines Jahres in einer Kulturnation. Die begehrteste Auszeichnung für Brettspiele ist das Spiel des Jahres, welches seit 1979 in Deutschland verliehen wird. Seitdem hat der Preis viele Nachahmer in verschiedenen Ländern gefunden; so wird seit 1984 in Schweden, seit 1987 in Dänemark und seit 1994 in Finnland jeweils ein „Spiel des Jahres“ in verschiedenen Kategorien verliehen. Oft wird das beste Kinderspiel und das beste Erwachsenenspiel prämiert.
In den Vereinigten Staaten wurden mehr Konfliktsimulationen gespielt und daher gibt es dort auch Spielepreise, die den Fokus auf Konfliktsimulationen legen (insbesondere der Charles S. Roberts Award, früher Teil des Origins Award).

## Spielepreise für Brett- und Kartenspiele

### Spielepreise in Deutschland
- À-la-carte-Kartenspielpreis (seit 1991)
- Beeple Award (seit 2017)
- Der Goldene Pöppel (1979–1990)
- Deutscher Rollenspiele Preis (2000–2005)
- Deutscher Lernspielpreis (2003–2013)
- Deutscher Spielepreis (seit 1990) / Deutscher Kinderspielepreis (seit 1990)
- DuAli (seit 2014)
- Essener Feder (1981–2016)
- Graf Ludo (2009–2023)
- innoSPIEL (2017–2023)
- Kennerspiel des Jahres (seit 2011)
- Kinderspiel des Jahres (seit 2001)
- MinD-Spielepreis/Spieletipp (seit 2009)
- Spiel des Jahres (seit 1979)

### Spielepreise in Österreich
- Österreichischer Spielepreis (seit 2001)

### Spielepreise in der Schweiz
- Schweizer Spielepreis (2002–2007)
- Swiss Gamers Award (seit 2010)

### Französische Spielepreise
- As d’Or (Frankreich, 1988–2004)
- As d’Or – Jeu de l’Année (Frankreich, seit 2006)
- Jeu de l’Année (Frankreich, 2003–2004)
- Tric Trac (Frankreich, seit 2001)

### Skandinavische Spielepreise
- Årets Spel (Schweden, seit 1984)
- Årets Spil (Dänemark, seit 1987)
- Årets Spill (Norwegen, seit 2005)
- Goldbrikken (Dänemark, seit 2009)
- Vuoden Peli (Finnland, seit 1994)

### Spielepreise in Italien, Spanien & Portugal
- Juego del Año (Spanien, seit 2005)
- Jogo do Ano (Portugal, seit 2006)
- Gioco dell'Anno (Italien, seit 1991)
- Lucca Games Best of Show (Italien, seit 1993)

### Spielepreise in weiteren europäischen Ländern
- Gra Roku (Polen, seit 2004)
- Hra roku (Tschechien, seit 2004)
- Nederlandse Spellenprijs (Niederlande, seit 2001)
- Speelgoed van het jaar (Niederlande, seit 1977)
- Gouden Ludo (Belgien/Flandern, seit 2009)
- UK Games Expo Award (Vereinigtes Königreich, seit 2007)

### Spielepreise in den Vereinigten Staaten
- Origins Award (USA, seit 1975)
- Charles S. Roberts Award (USA, seit 1975, bis 1986 Teil der Origins Awards)
- International Gamers Award (USA, seit 2000)
- Games Magazine Game of the Year (USA, seit 1991)
- Diana Jones Award (USA, seit 2001)
- Mensa Select Games (USA, seit 1990) und Mensa Recommended Games (USA, seit 2013)
- Ennie Awards (USA, seit 2001)

### Weitere internationale Spielepreise
- Boardgames Australia Awards (Australien, seit 2008)
- Japan Boardgame Prize (Japan, seit 2002)
- JoTa (Brasilien, 2008–2012)
- Les Trois Lys (Kanada, seit 2009)
- Meeples’ Choice Award (1995–2018)

## Spielzeugpreise
Neben reinen Spielepreisen gibt es auch Preise, die an Spielzeugprodukte verliehen werden, vereinzelt werden diese auch an Brett- und Kartenspiele verliehen:
- Das goldene Schaukelpferd (Deutschland, seit 2001)
- Deutscher Designpreis für Holzspielzeug (Deutschland, seit 1993)
- Grand Prix du Jouet (Frankreich, seit 1984?)
- Oppenheim Toy Portfolio Award (USA, seit 1989)
- Parents' Choice Awards (USA, seit 1978)
- Speelgoed van het Jaar (Niederlande, seit 1977)
- spiel gut (Deutschland, seit 1955)
- Suisse Toy Award (Schweiz, seit 2007)
- TOP 10 Spielzeug (Deutschland, seit 2003/2004)
- Toy of the Year Award (Vereinigtes Königreich, seit 1965)